# Симптом Савельева — Попова
Симпто́м Саве́льева — Попо́ва — одно из проявлений митрального стеноза, характеризуется неодинаковым наполнением и величиной пульса (pulsus differens) на лучевых артериях. Описан русскими терапевтами Савельевым и Поповым.
Для диагностики симптома врач становится напротив пациента, прощупывает пульсацию лучевых артерий на правой и левой руках, затем одновременно обхватывает тремя пальцами своей правой руки область пульсации на левой руке обследуемого, а левой рукой, соответственно, на правой. Полагаясь на своё чувство осязания, врач определяет меньшее наполнение и величину артериального пульса на левой руке в сравнении с правой. Затем врач может попросить больного прилечь на спину и повторить обследование, при этом разница в наполнении и величине пульса станет более ощутимой.
Механизм уменьшения наполнения и величины пульса на левой руке связан со сдавливанием левой подключичной артерии. Известно, что при митральном стенозе миокард левого предсердия испытывает определённую нагрузку: действительно, в момент систолы предсердий, кардиомиоциты вынуждены затрачивать больше энергии, чтобы вытолкнуть кровь из левого предсердия в левый желудочек, через суженное левое атрио-вентрикулярное отверстие. Со временем наступает компенсаторная гипертрофия миокарда левого предсердия. При длительном наличии сопротивлении току крови через митральное отверстие компенсаторные механизмы истощаются, наступает миогенная дилатация левого предсердия. В результате расширяются левое предсердие и левое ушко сердца. Благодаря топографо-анатомическим особенностям расположения левой половины сердца и левой подключичной артерии, происходит сдавливание последней расширенным левым ушком, это ведёт к тому, что уменьшается наполнение всех артерий левой руки, которую кровоснабжает левая подключичная артерия.
Если больной ложится на спину, то сердце незначительно приподнимается к краниальному концу туловища. Тем не менее, этого достаточно для того, чтобы левое ушко сильнее сдавило левую подключичную артерию. Этим объясняется более ощутимая разница в наполнении и величине пульса в положении пациента лёжа.